# 역사서
성경의 역사서는 기독교 구약성경의 일부로, 네비임 중 전기 예언서 전부와 케투빔중 에즈라-느헤미야와 역대기, 다섯 메길로스중 룻기와 에스델기를 말한다. 열왕기와 역대기는 그 성경이 비슷한데 열왕기는 바빌론 유수기에, 역대기는 유수 후기에 작성되었다.
기독교 정경에서 말하는 역사서는 모두 다음과 같다.
- 여호수아기
- 판관기
- 룻기
- 사무엘기
- 열왕기
- 역대기
- 에즈라기 (에스드라 1)
- 느헤미야기 (에스드라 2)
  - 토비트 (가톨릭, 정교회)
  - 유딧기 (가톨릭, 정교회)
- 에스델기
  - 마카베오 상 (가톨릭, 정교회)
  - 마카베오 하 (가톨릭, 정교회)
    - 마카베오기 3권 (정교회)
    - 에스드라 3서 (러시아와 조지아 정교회)
    - 마카베오기 4권 (조지아 정교회)

## 같이 보기
- 성경 정경
- 역사적 성경해석